# 友麻夏希
友麻 夏希（ゆうま なつき、7月15日 - ）は、元宝塚歌劇団花組の男役スター。
兵庫県宝塚市出身。身長168cm、愛称はみかちゃん、ゆうまくん。

## 略歴
- 1981年、69期生として宝塚音楽学校へ入学。
- 1983年4月、宝塚歌劇団入団。入団時の成績は2番。月組『春の踊り』／『ムーンライト・ロマンス』にて初舞台を踏み、後に神奈とともに花組に配属される。
- 1985年、ハワイ公演のメンバーに選抜される。
- 1987年、『あの日薔薇一輪』の新人公演で初主演を果たす。以降4公演続けて新人公演で主演を務める。
- 1987年12月、年度賞 新人賞受賞（天海祐希、麻路さき　と）
- 1989年、ニューヨーク公演のメンバーに選抜される。
- 1990年、『ベルサイユのばら - フェルゼン編 - 』の東京公演千秋楽をもって、結婚のため宝塚歌劇団を退団。

現在は美的食ライフアドバイザーとしてストレッチと食生活全般のアドバイザーとして活動中。

## 宝塚時代の主な舞台
- 1983年10月、『メイフラワー』第2回新人公演：アラン（本役：朝香じゅん）
- 1984年2月、『琥珀色の雨にぬれて』新人公演：アラン（本役：清まさみ）／『ジュテーム』
- 1984年4月、『ロジャースビル物語』（バウ）新人公演：マイケル（本役：幸和希）
- 1984年8月、『名探偵はひとりぼっち』新人公演：ブルースカイ（本役：あごう沙知）／『ラ・ラ・フローラ』
- 1985年3月、『愛あれば命は永遠に』新人公演：デズマズ（本役：朝香じゅん）
- 1985年6月、『ジャパン・ファンタジー』／『ドリーム・オブ・タカラヅカ』（ハワイ）
- 1985年9月、『テンダー・グリーン』新人公演：カイト（本役：大浦みずき）／『アンドロジェニー』
- 1986年1月、『微風のマドリガル』新人公演：エミーリオ・コスタ（本役：大浦みずき）／『メモリアール・ド・パリ』
- 1986年3月、『不思議なカーニバル』（バウ）ドンナー
- 1986年6月、『真紅なる海に祈りを』新人公演：ジュリアス・シーザー／オクテヴィアス・シーザー（本役：朝香じゅん）／『ヒーローズ』
- 1986年8月、『グッバイ・ペパーミントナイト!』（バウ・東京特別）リトル・チェン
- 1986年12月、神鉄会館において「友麻夏希ディナーショー」開催
- 1987年2月、『遥かなる旅路の果てに』新人公演：ラザレフ（本役：真汐ちなみ）／『ショー・アップ・ショー』
- 1987年4月、『ドリーム・オブ・ドリームズ』（バウ）
- 1987年8月、『あの日薔薇一輪』スタンレー、新人公演：ロベール・グランジェ（本役：高汐巴）／『ザ・レビュースコープ』 ＊新人公演初主演
- 1987年10月、『あかねに燃ゆる君』（バウ）風
- 1987年12月、年度賞 新人賞受賞（天海祐希、麻路さき　と）
- 1988年2月、『ベルベット・カラー』（バウ）ポエム
- 1988年3月、『キス・ミー・ケイト』新人公演：フレッド・グレアム／ペトルーキオ（本役：大浦みずき） ＊新人公演主演
- 1988年5月、『タイム・アダージオ』（バウ・東京特別）ニネット
- 1988年9月、『第5回バウ・コンサート ソング&ポートレート』（バウ）
- 1988年10月、『フォーエバー！タカラヅカ』新人公演：紳士（本役：大浦みずき）＊新人公演主演
- 1989年1月、『会議は踊る』グレゴリイ中尉、新人公演：アレクサンドル一世（本役：大浦みずき）／『ザ・ゲーム』 ＊新人公演主演
- 1989年6月、六甲山ホテルにてディナーショー（真矢みき、香寿たつき　と）
- 1989年6月、『ロマノフの宝石』新人公演：オスカー（黒い風）（本役：大浦みずき）／『ジダン・デ・ジタン』 ＊新人公演主演
- 1989年10月、『宝塚をどり賛歌』／『タカラヅカ・フォーエバー』（ニューヨーク）
- 1990年2月、『ロマノフの宝石』セザール／『ジダン・デ・ジダン』（中日）
- 1990年3月、『ベルサイユのばら - フェルゼン編 - 』アラン・ド・ソワソン
- 1990年5月、『美しき野獣』ジョニー
- 1990年7月、『ベルサイユのばら - フェルゼン編 - 』東京公演にて退団。＊退団公演